# Pardus (mitología)

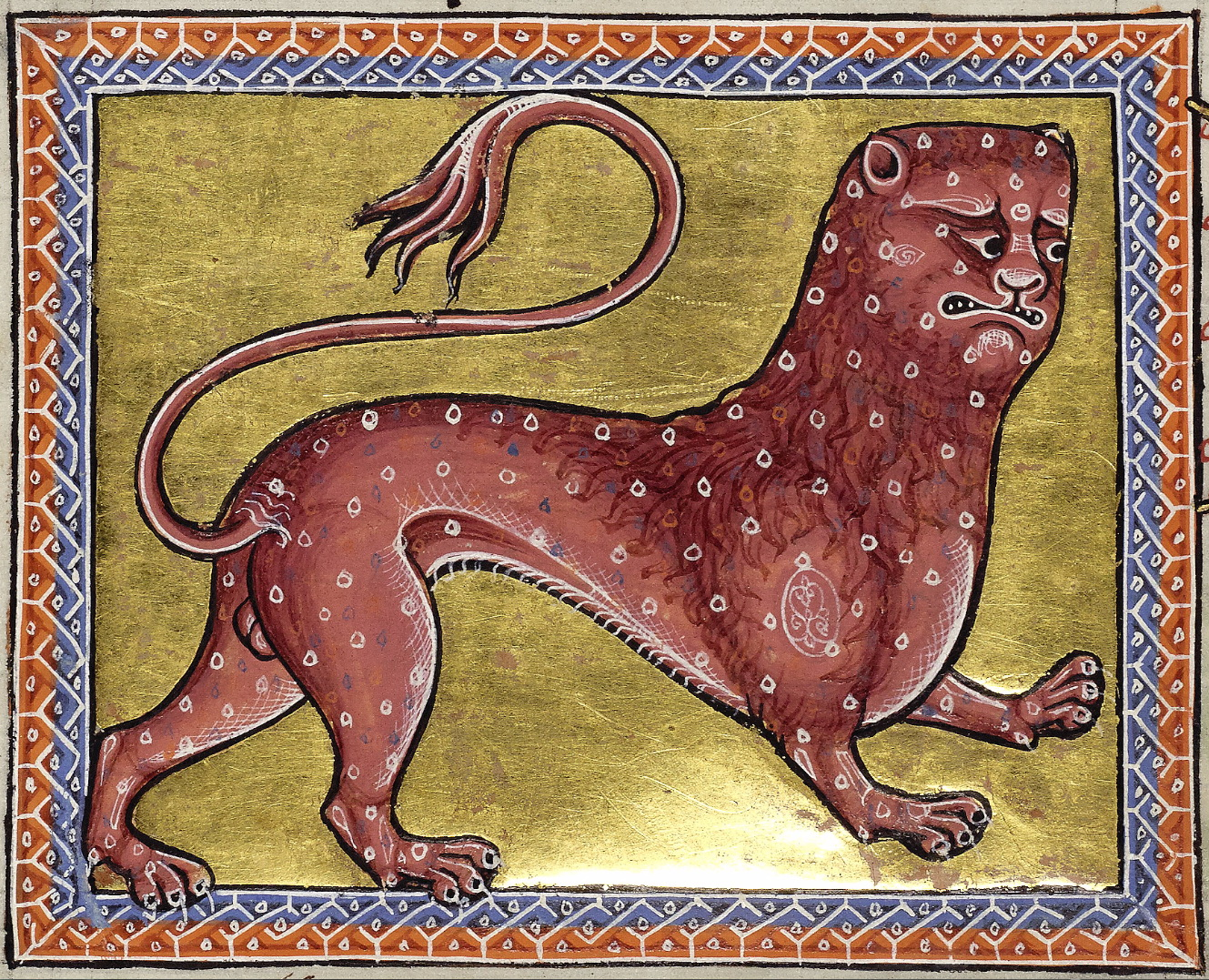
Un leopardo del Bestiario de Aberdeen.

El pardus es un animal de los bestiarios medievales. Fueron felinos con pelaje manchado y eran extremadamente rápidos (lo que recuerda a un guepardo). Se creía que se apareaban con los leones para producir leopardos.